# Kabinett David Ben-Gurion V

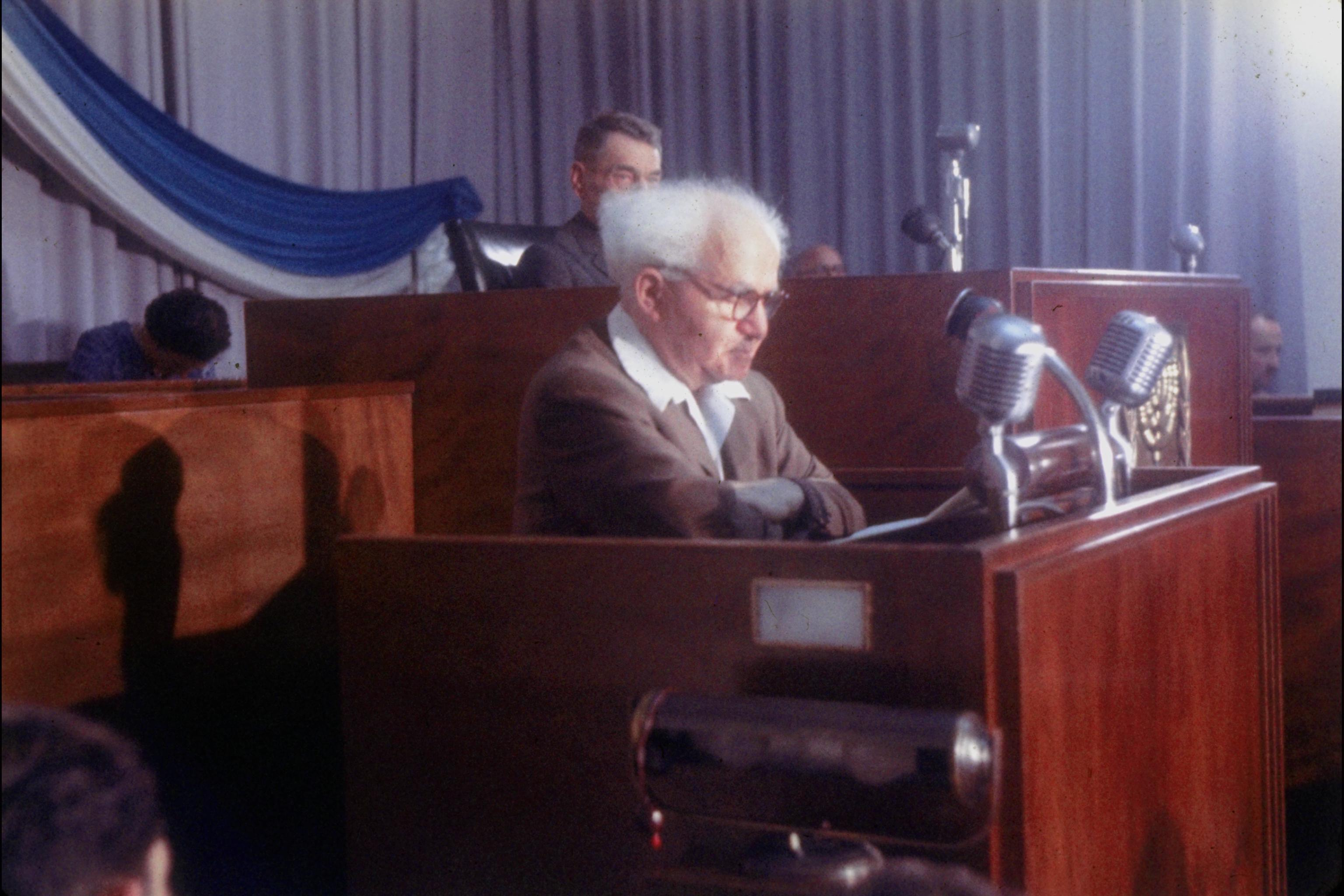
David Ben Gurion spricht am 1. Januar 1957 vor der Knesset

Das Kabinett David Ben-Gurion V (hebräisch ממשלת ישראל השביעית; Memshelet Yisrael HaShvi'it) ist die siebte Koalitionsregierung Israels seit der Gründung des Staates. Das Kabinett wurde unter der Leitung von David Ben-Gurion, nach den Wahlen am 26. Juli 1955, am 3. November 1955 gebildet und löste die bis dahin geschäftsführend im Amt gebliebene Regierung ab.
Die Regierung wurde von den Knessetfraktionen Mifleget Poalei Erez Jisrael, Nationalreligiösen Partei, Achdut haʿAvoda, Mapam und den drei arabische Israelis vertretenden Parteien Reschima Demokratit leʿAravei Jisraʾel, Qidma weʿAvoda und Chaqlaʾut uFittuach getragen.
Am 17. Dezember 1957 beschuldigte David Ben-Gurion die Minister der Achdut haʿAvoda, Informationen über den Generalstab Mosche Dajans bei seiner Reise in die Bundesrepublik Deutschland an die Presse weitergegeben zu haben, und erzwang ihren Rücktritt.
Die Regierung zerbrach hierüber am 31. Dezember 1957, und eine Woche später wurde die achte Regierung unter Leitung von David Ben-Gurion gebildet.
| Kabinett David Ben-Gurion V                  | Kabinett David Ben-Gurion V                                                   | Kabinett David Ben-Gurion V | Kabinett David Ben-Gurion V  |
| Position                                     | Person                                                                        | Bild                        | Partei                       |
| -------------------------------------------- | ----------------------------------------------------------------------------- | --------------------------- | ---------------------------- |
| Ministerpräsident Verteidigungsminister      | David Ben-Gurion                                                              |                             | Mifleget Poalei Erez Jisrael |
| Landwirtschaftsminister                      | Kadish Luz                                                                    |                             | Mifleget Poalei Erez Jisrael |
| Ministerium für Landesentwicklung            | Mordechaj Bentov                                                              |                             | Mapam                        |
| Bildungsminister                             | Zalman Aran                                                                   |                             | Mifleget Poalei Erez Jisrael |
| Finanzminister                               | Levi Eschkol                                                                  |                             | Mifleget Poalei Erez Jisrael |
| Außenminister                                | Mosche Scharet (bis zum 19. Juni 1956) Golda Meir (nach dem 3. November 1955) |                             | Mifleget Poalei Erez Jisrael |
| Gesundheitsminister                          | Jisrael Barsilai                                                              |                             | Mapam                        |
| Innenminister                                | Jisra’el Bar Jehuda                                                           |                             | Achdut haʿAvoda              |
| Justizminister                               | Pinchas Rosen                                                                 |                             | Progressive Partei           |
| Minister für Arbeit                          | Golda Meir (bis zum 19. Juni 1956) Mordechai Namir (nach dem 19. Juni 1956)   |                             | Mifleget Poalei Erez Jisrael |
| Minister für die öffentliche Sicherheit      | Bechor-Schalom Schitrit                                                       |                             | Mifleget Poalei Erez Jisrael |
| Postminister                                 | Josef Burg                                                                    |                             | Nationalreligiöse Partei     |
| Minister für Religion Minister für Wohlfahrt | Chaim-Mosche Schapira                                                         |                             | Nationalreligiöse Partei     |
| Minister für Handel und Industrie            | Pinchas Sapir                                                                 |                             | Kein Mitglied der Knesset    |
| Transportminister                            | Mosche Karmel                                                                 |                             | Kein Mitglied der Knesset    |
| Minister ohne Geschäftsbereich               | Fritz Naphtali                                                                |                             | Mifleget Poalei Erez Jisrael |
| Stellvertretender Landwirtschaftsminister    | Se’ew Zur                                                                     |                             | Achdut haʿAvoda              |
| Stellvertretender Bildungsminister           | Mosche Unna (bis zum 31. Dezember 1957)                                       |                             | Nationalreligiöse Partei     |
| Stellvertretender Religionsminister          | Serach Wahrhaftig (bis zum 28. Dezember 1957)                                 |                             | Nationalreligiöse Partei     |